# Hugo Döblin
Hugo Döblin, född 29 oktober 1876 i Stettin, död 4 november 1960 i Zürich, var en tysk skådespelare. Han var bror till Alfred Döblin

## Filmografi (urval)
- 1932 - Ein Lied, ein Kuß, ein Mädel
- 1931 - M
- 1930 - Er oder ich
- 1929 – Fröken statsadvokat
- 1927 – Bara en danserska
- 1921 - Lady Hamilton
- 1920 - Von Morgens bis Mitternachts
- 1920 - Das Küssverbot
- 1914 - Der Stolz der Firma